# بابز واتسون
بابز واتسون (انگلیسی: Bobs Watson؛ ‏ ۱۶ نوامبر ۱۹۳۰ – ۲۶ ژوئن ۱۹۹۹) بازیگر و کشیش متدیست اهل ایالات متحده آمریکا بود. وی بین سال‌های ۱۹۳۲ تا ۱۹۹۳ میلادی فعالیت می‌کرد. او یکی از اعضای خانواده واتسون بود.

## گزیدهٔ نقش‌آفرینی‌ها

### سینما
- داج سیتی
- جسور و شجاع
- شهرک پسرها
- کنتاکی
- ماری اسکاتلند
- وایومینگ
- قایق نمایش
- بانوی بدنام‌شده
- در شیکاگوی قدیم
- باج‌گیری
- خواب با صدای بلند
- اول برای مبارزه
- اتومبیل‌دزدی بزرگ

### تلویزیون
- بونانزا (۱۹۶۲)
- منطقه نیمه‌روشن (۱۹۶۳)
- ویرجینیایی (۱۹۶۳)
- فراری (۱۹۶۳)
- لو گرانت (۱۹۷۸–۱۹۸۱)